# Вулиця Олеся Бердника
Ву́лиця О́леся Бе́рдника — вулиця у Святошинському районі міста Києва, місцевість Ґалаґани. Пролягає від проспекту Берестейського до Чистяківської вулиці. У зв'язку зі знесенням промислової та зведенням житлової забудови, очікується її перепланування.

## Історія
Вулиця виникла на території колишньої промзони Київського верстатобудівного заводу наприкінці 2010-х років під назвою вулиця Проектна 13118. Свою сучасну назву вулиця отримала 3 серпня 2020 року, на честь українського письменника Олеся Бердника.